# Théâtre national d'art dramatique de Lituanie

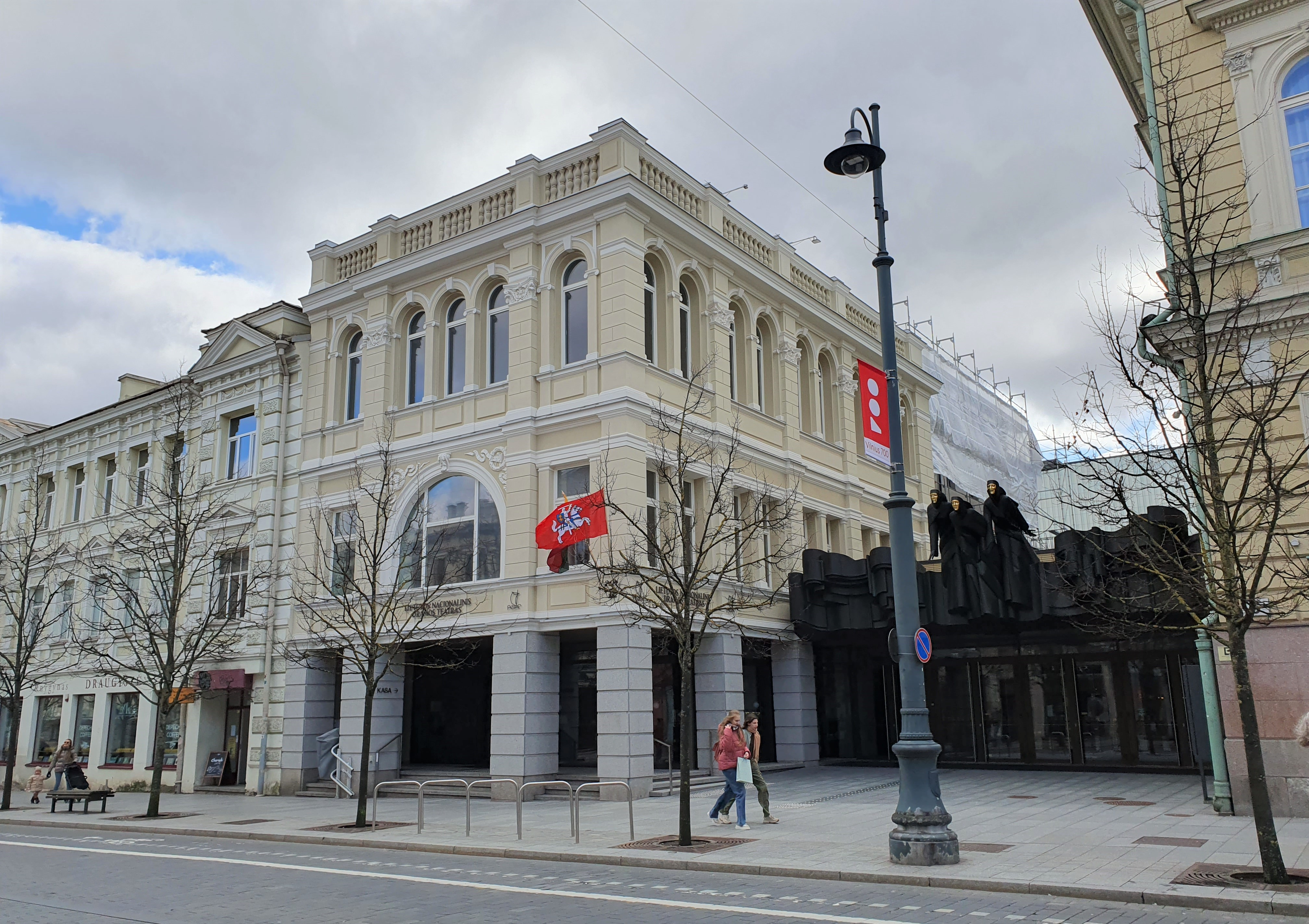
Le Théâtre national d'art dramatique de Lituanie.

Le Théâtre national d'art dramatique de Lituanie ((lituanien : Lietuvos nacionalinis dramos teatras) est un des plus grands théâtres de Lituanie. Il se trouve à Vilnius, sur l'Avenue Gediminas, principale artère de la ville.

## Avis
« D'un côté, son immensité pompeuse, les tableaux désuets qui couvrent ses murs, un imposant vestiaire sans âge semblent dessiner l'image d'un lieu fossilisé dans un temps incertain  où l'on ne sait trop ce qui vient d'un fond de vieux théâtre européen et ce qui ressort d'un héritage forcé des années soviétiques. D'un autre côté, le public, souvent jeune et décontracté, les vitrines montrant des photos de spectacle aux esthétiques éclatées et le répertoire donnent l'image d'un établissement en phase avec la partie la plus vive du théâtre d'Europe occidentale. » Jean-Pierre Thibaudat, Bovary s'ennuie à Vilnius, 30 avril 2004, Libération

## Créations
- 2004 : Madame Bovary d'après Gustave Flaubert, mise en scène Jonas Vaitkus (en)
- 2008 : Next of Kin, Compagnie Tero Saarinen[2]